# Polikarpov I-153
O Polikarpov I-153 Chaika (Чайка, "Gaivota") foi um caça biplano soviético da década de 30. Desenvolvido como uma versão avançada do I-15 com um trem de pouso retrátil, o I-153 lutaram nos combates soviético-japonesas na Mongólia e foi um dos principais tipos de caça dos soviéticos nos primeiros anos da Segunda Guerra Mundial.

## Projeto e desenvolvimento
Em 1937, o departamento de design Polikarpov realizou estudos para melhorar o desempenho do seu I-15 e I-15bis caças biplanos sem sacrificar a capacidade de manobra, como doutrina tática soviética foi baseada em uma combinação de alto desempenho de caças monoplanos (atendidas pelo Polikarpov I-16) e biplanos ágeis.
Experiência de combate início da Guerra Civil Espanhola tinha mostrado que o I-16 teve problemas ao lidar com os Fiat CR.32 biplanos italianos que apoiam os nacionalistas, que sugeriram a necessidade de continuar o uso de caças biplanos, e como resultado, as propostas de Polikarpov foram aceitas, e seu bureau de design foi instruído para projetar um novo caça biplano. Polikarpov atribuiu a tarefa para a equipe de design liderada por Aleksei Ya Shcherbakov, que foi assistido por Artem Mikoyan e Mikhail Gurevich (que mais tarde criou o MiG bureau de design).
O novo lutador (designado I-15ter pelo bureau de design e I-153 pelas Forças Aéreas Soviéticas) foi baseado de perto no projeto do I-15bis, com uma estrutura mais forte, mas foi equipado com um trem de pouso retrátil para reduzir o arrasto. Ele voltou a asa superior do original I-15 (que era tipo gaivota), mas usou o aerofólio Clark YH do I-15bis. As quatro 7,62 milímetros PV-1 metralhadoras do I-15bis foram substituídos por quatro ShKAS metralhadoras, que apesar do mesmo calibre, estas atiravam muito mais rápido do que as PV-1s, (1.800 tiros por minuto, em vez de 750 tiros por minuto), dando um maior peso de fogo. O novo caça seria alimentado por um Shvetsov M-62, um derivado melhorada do Shvetsov M-25 que impulsionou o 15bis I I-15 e com duplo compressor.
A aeronave era de metal misto e de construção de madeira, coberta com duralumínio e tecido. As asas do avião foram feitas de tecido coberto de madeira, enquanto as superfícies da cauda eram de tecido coberto de duralumínio. A aeronave estava equipada com um trem de pouso bequilha, com as rodas principais para trás, girando 90 graus para permanecer deitado nas raízes das asas, ser acionado por cabos operados por uma manivela pelo piloto.
O motor M-62 não estava pronto no momento em que o primeiro protótipo foi concluído, por isso foi equipado com um 750 hp (560 kW) motor M-25V quando ele fez seu vôo inaugural em agosto de 1938. O primeiro protótipo falhou devido a inúmeros defeitos, mas isso não impediu a produção, com a aeronave entrar em produção em simultâneo com testes e desenvolvimento em curso. Produção antecipada I-153S alimentado pelo teste de estado passou motor M25 durante 1939, apesar da perda de uma aeronave, que se desintegrou em uma manobra de mergulho de 500 km/h.
Em voos de teste, o I-153 (M-25) atingiu a velocidade máxima de 424 km/h, teto de 8.700 m (28.500 pés) de serviço, e exigiu seis minutos 24 segundo para atingir 5.000 m (16.404 pés). Este desempenho foi bem superior ao demonstrado pelo I-15bis. Durante 1939, a produção mudou para uma versão alimentada pela originalmente planejado M-62 do motor, com um teste com o M-62 em 16 de Junho de 1939. Enquanto a velocidade ao nível do mar era praticamente inalterada, o novo motor melhorou o desempenho em altitude. A velocidade de 443 km/h em 4.600 m (15.100 pés) foi gravada, com um teto de 9.800 m. Esse desempenho foi decepcionante, e causou a aeronave a falhar os testes de aceitação do estado, embora isso não interromper a produção. Embora tenha sido reconhecido que o desempenho do I-153 era inadequada, a exigência foi a de não interromper a produção até lutadores mais avançados poderia entrar em produção.
Enquanto foram propostas inúmeras melhorias, muitos estavam a ser implementado desde o avião já estava em produção. Desesperado para melhorar o desempenho, Polikarpov testados dois I-153 com a Shvetsov M-63 com motor de 820 kW (1.100 hp). No entanto, os resultados obtidos foram decepcionantes e tornava-se dolorosamente óbvio que a célula biplano era incapaz de velocidades mais elevadas. Uma das características do I-153, raramente mencionados foi seu fraco desempenho em rotação. Enquanto o Polikarpov I-16 ganhou notoriedade por entrar rodadas, os pilotos encontraram mais fácil para se recuperar de uma rodada.
Em contraste, enquanto que a I-153, era difícil de rodar, uma vez que perderam o controlo, a recuperação foi difícil para o ponto onde a fiação intencional foi proibido por algum tempo. Um procedimento de recuperação de spin foi finalmente desenvolvido, mas, ao mesmo tempo eficaz, que exigia tempo e execução impecável.
Até o fim da produção em 1941, um total de 3.437 I-153S foram construídos.

## História Operacional
O I-153 entrou em combate em 1939 durante a Batalha de Khalkin Gol na Mongólia. As forças aéreas do exército japonês usavam caça Tipo 97 Nakajima Ki-27 Nate provou ser um oponente formidável para o I-15bis e I-16, mas foi mais equilibrado com 0 I-153, que manteve a agilidade inerente à biplanos enquanto caracterizando melhorado desempenho. Embora o desempenho geral I-153 foi satisfatório, alguns problemas significativos foram revelados.
O mais problemático foi a ausência de uma proteção anti-incêndio entre o tanque de combustível montado na frente do cockpit e do piloto. Combinado com o projeto de poços de roda, os incêndios do tanque de combustível, invariavelmente resultou em imersão rápida do cockpit e queimaduras graves para o piloto. Além disso, o motor M-62 sofreu uma vida de apenas 60-80 horas de serviço, devido a falhas de duas velocidades compressor.
Os expurgos de Stalin na década de 1930 resultou em um enorme atraso em aviões soviéticos no início da Segunda Guerra Mundial. Embora os novos Yakovlev Yak-1 e Lavochkin-Gorbunov-Gudkov LaGG-3 foram entrando em produção, em 22 de junho de 1941, a maior parte da VVS foi equipado com os projetos 1930 obsoletos, incluindo um grande número de I-153. [Ainda em 1942, tentativas de restabelecer a produção de I-153 e I-16 para preencher a falta de aviões de caça.
O Polikarpov I-153 nunca voou com quaisquer unidades da Força Aérea Republicana Espanhola durante ou depois da Guerra Civil Espanhola. Duas variantes anteriores desta aeronave, o I-15 e I-15bis, voou com a Força Aérea republicana durante o conflito e, mais tarde, os exemplos capturados de ambos os tipos foram usados pela Força Aérea Franquista até o início dos anos 1950.